# オットー・フェニケル
オットー・フェニケル（英語: Otto Fenichel、1897年12月2日 - 1946年1月22日）は、オーストリアのウィーン出身の医学者、精神科医、精神分析家。いわゆる第二世代の精神分析家である。
フェニケルはウィーンで1915年に医学を学び始めた。彼がまだ学校にいるころ、とても若い男性として既に、ジークムント・フロイトを中心とした精神分析家の輪に惹かれていた。1915年から1919年の間フェニケルはフロイトの講義に参加しており、また1920年代の初期、彼が23歳の頃にウィーン精神分析協会の会員となった。